# بازاریابی تک به تک

بازاریابی یک به یک (گاهی به عنوان بازاریابی 1:1  بیان می‌شود) یک استراتژی مدیریت ارتباط با مشتری (CRM) مدیریت ارتباط با مشتری است که بر تعاملات شخصی با مشتریان تأکید دارد. تصور می‌شود شخصی سازی تعاملات موجب افزایش وفاداری مشتری و بازگشت بهتر به سرمایه گذاری در بازاریابی شده‌است.

### تفاوت بازاریابی تک به تک با بازاریابی سنتی
تفاوت بازاریابی سنتی با  بازاریابی تک به تک  (به انگلیسی: One to One Marketing) جالب است. در بازاریابی سنتی شاخص موفقیت ، سهم بازار محصول است ولی در بازاریابی تک به تک شاخص موفقیت ، سهم از تعداد مشتری است. بازاریاب سنتی سعی دارد مشتریان بیشتری برای محصولات خود پیدا کند ، حال آنکه بازاریاب تک به تک در پی پیدا کردن محصولات بیشتر برای مشتریانش است. بازاریاب سنتی ، محصولاتش را مدیریت می‌کند و مدیرانش ، مسئول میزان فروش فصلی محصولاتش هستند . در خالی که بازاریاب تک به تک مشتریان را مدیریت می‌کند و مدیرانش مسئول پاسخگویی به رشد ارزش‌های مورد انتظار این مشتریان طی زمانی که شرکت فعالیت می‌کند می‌باشند . 

### چرا بازاریابی تک به تک ؟
قبل از تعیین دامنه صحیح تلاش های بازاریابی تک به تک شرکت ، باید منطق انجام یک ابتکار تک به تک و اجزای اساسی چنین استراتژی را درک کنید. بازاریابی رابطه مند مبتنی بر ایده ایجاد یک رابطه یادگیری با هر مشتری است که از با ارزش ترین آنها شروع می شود. 
یک رابطه یادگیری را به عنوان رابطه ای در نظر بگیرید که با هر تعامل هوشمندتر می شود. مشتری برخی از نیازها را به شما می گوید و شما محصول یا خدمات خود را برای برآورده کردن آن سفارشی می کنید. هر تعامل و تغییری توانایی شما را برای تطبیق محصول خود با این مشتری خاص بهبود می بخشد. در نهایت، حتی اگر یک رقیب همان نوع سفارشی‌سازی و تعامل را ارائه دهد، مشتری شما نمی‌تواند از همان سطح راحتی لذت ببرد بدون اینکه وقت بگذارد و درس‌هایی را که شرکت شما قبلاً آموخته است به رقیب آموزش دهد.

### اجرای بازاریابی تک به تک
مباحث سازمانی نیز در این بین اهمیت دارند .بازاریابی سنتی می‌تواند با کمترین ارتباط با سایر واحدهای سازمانی و عملیات غیر بازاریابی انجام شود . استخدام مدیر بازاریابی برای اجرای فعالیت‌های تبلیغاتی ، پیشبردی و فروش تولیدات از طریق فروشگاه‌های خرده فروشی یا سایر کانال‌های توزیع در بازاریابی سنتی مطرح است. 
بازاریابی تک به تک در پی حمایت از مشتریان در طول زمان ، مدیریت بر یک سری تعاملات با مشتریان و سنجش میزان خرید مشتری از محصولات گوناگون است. لازم به ذکر نیست که برخی از فعالیت‌ها نیاز به یکپارچگی فراوان دارند . این فعالیت‌ها نه تنها تهدیدی برای کانال توزیع محسوب می‌شوند ، بلکه مدیریت جدی بر بازاریابی تک به تک می‌تواند وسیله ای برای تجدید ساختار سازمانی ، سیستم‌های اطلاعاتی و ساختار بودجه بندی و پاداش آن مؤسسه نیز باشد . دلیل این امر آن است که ماهیت بازاریابی تک به تک چنان یکپارچه است که واقعاً به آن نمی توان لفظ بازاریابی اطلاق کرد . لذا فرایندهای درون سازمانی باید به گونه ای باشد که امکان برخورد ویژه و انفرادی با تک تک مشتریان را به کلیه واحدها ، بخش‌ها و عملیات سازمان بدهد . به همین دلیل است که ما می گوییم برای داشتن بازاریابی تک به تک باید هر شرکت تبدیل به یک مؤسسه تک به تک شود .

## مراحل بازاریابی تک به تک
فرایند اجرای برنامه بازاریابی تک به تک دارای چهار مرحله شناسایی ، متمایز سازی ، تعامل و تطبیق با مشتری است. این مراحل براساس دشواری اجرا و پیچیدگی بیان شده‌اند ، اگرچه برای شما نقاط مشترک آن‌ها می‌تواند جالب باشد . 
یک سو تعبیر عمومی در بازاریابی تک به تک وجود دارد و آن این است که ارتباط با مشتریان تا پایین‌ترین سطح یعنی ارتباط با تک تک مشتریان پیش می‌رود و لذا باید به هر مشتری پیغام یا پیشنهاد متفاوتی ارائه کرد . اگرچه این مورد یک ایدئال با ارزش است ولی هدف بازاریابی تک به تک برخورد متفاوت با هر مشتری است. برخوردی که خاص هر مشتری بوده و برای او مفهوم است. این کار از طریق تولید انبوه سفارشی می‌تواند اقتصادی باشد . محصولات شامل اجزا یا بخش‌های از پیش تعریف شده هستند که با توجه به نیاز هر مشتری قابل تطبیق و تنظیم هستند .این مفهوم فقط در بحث تولید معنی ندارد بلکه در بسته‌بندی ، تحویل ، صورت حساب ، تأمین مالی و یا گزارش‌ها نیز قابل اعمال است. این ایده در نحوه پاسخگویی به مراجعان تلفنی و نیز بازدید کنندگان سایت اینترنتی نیز قابل اجراست.

### چهار مرحله بازاریابی تک به تک
پیرز و راجرز چهار مرحله را برای بازاریابی تک به تک معرفی کرده اند:
1. مشتریان را مشخص کرده و تا جایی که امکان دارد به‌طور مشروح شناسایی نمایند.
2. مشتریان را بر اساس ارزشی که دارند، تفکیک نمایید.
3. با مشتریان تعامل کرده و راه‌هایی برای بهبود عملکرد هزینه و اثربخشی تعامل پیدا کنید.
4. جنبه‌هایی از کالاها یا خدمات خود را، برای هر یک از مشتریان سفارشی کنید.[۴]

## نحوه کار بازاریابی تک به تک
بازاریابی از کار بر روی بازارهای انبوه به سمت هدف قرار دادن بخش‌های بازار ، سپس بخش‌های ویژهٔ بازار و اکنون تک تک مشتریان متمایل شده‌است. به لطف وجود اسکنرهای موجود در پایانه‌های فروش ، مراکز تماس و نرم‌افزارها و سخت افزارهای دیجیتال ، شرکت‌ها می توانند به میزان هر چه بیشتر و با هدف بهبود هدف گیری محصولات ، خدمات و پیام‌ها اطلاعاتی دربارهٔ افراد به دست آورند . با استفاده از تجزیه و تحلیل‌های پیش‌بینی کننده ، شرکت می‌تواند بهترین مشتریان بالقوه را هدف گیری کند .